# 鯉魚鉗
鯉魚鉗（又稱滑節鉗），其樞軸點或支點可以移動以增加其鉗口的尺寸範圍。大多數滑動鉗使用一種機構，當鉗子完全打開時，該機構允許將樞軸點滑動到幾個位置中的一個位置。

## 種類
有許多不同種類的滑動鉗，包含直滑接頭鉗和舌槽鉗。

### 直滑接頭鉗
直式滑動鉗的配置類似於普通鉗或直線鉗，因為它們的鉗口與其手柄一致。鉗子的一側通常具有兩個孔，這兩個孔通過用於樞軸的槽連接。樞軸被固定到另一側並且成形為使得當鉗子完全打開時它可以滑過槽。

### 舌槽鉗
舌槽鉗的鉗口偏離其手柄，並且有多個位置可以定位下顎。